# グルマルグ自然保護区
グルマルグ自然保護区（Gulmarg Wildlife Sanctuary）はインドのジャンムー・カシミール連邦直轄領、バラミュラ地区に180km2以上に渡って広がる自然保護区。保護区はピル・パンジャル山脈の北東側に横たわり、生物地理ゾーン2Aの北西の下に降っている。保護区はシュリーナガルの南西50km、バラミュラの26kmに位置している。保護区は、1981年に当初は動物保護区として指定され、1987年に自然保護区に昇格した。

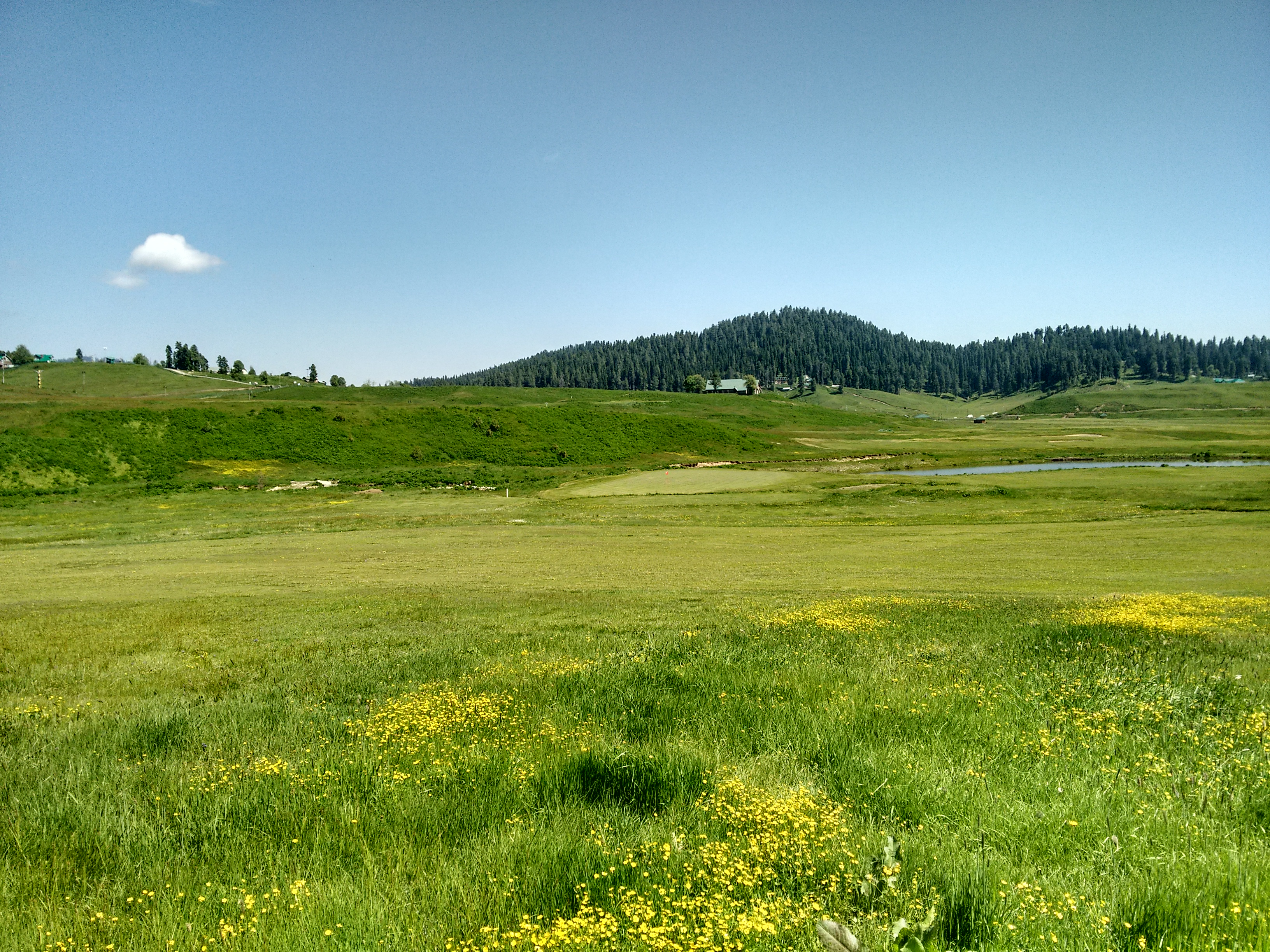
グルマルグ・ゴルフ・コース

## 地理
グルマルグ自然保護区はは西ヒマラヤのピル・パンジャル山脈に位置している。グルマルグ・ゴルフ・クラブと、延長6kmのグルマルグ・ゴンドラを備えるグルマルグ観光リゾートは自然保護区に取り囲まれている。自然保護区の標高は2400mから4300mに渡っている。保護区はグルマルグ盆地の森林と、フェロズプル川の源流部に囲まれている。保護区は北と西をジェルム渓谷の森林区画に、南をプーンチとピル・パンジャルに、東をドラン村に接している。フォロズプル峡谷上流部の非常に急峻な地形は、露出した酸性の溶岩流を伴うパンジャル火山で構成されている。グルマルグ自然保護区は温帯に位置している。冬季の降雪が降水量の大部分を占めている。

## 植物と動物
グルマルグ自然保護区の植生は、主としてヨーロッパモミ（Abies pindrow）、シラカンバ（Betula utilis）およびヒマラヤゴヨウからなる亜高山帯樹林からなっている。ヨーロッパモミは湿った斜面に限られており、低地ではヒマラヤゴヨウ、インドイチイおよびモリダンスプルースに置き換えられている。シラカンバは3000mから3500mの高山の牧草地に隣接する山の尾根に広がっている。低地ではグルマルグ・リゾート周辺の松林でヒマラヤゴヨウが優勢になっている。これらにはトウヒ（モリダンスプルース）、カエデ（Acer cappadocicum）、イチイ（インドイチイ）が混ざって生えている。高山の牧草地は様々な種類の草本植物に占められている。これらの草本植物してはキケマン属、オグルマ属、キジムシロ属、サクラソウ属、リンドウ属、スイバ属およびアヤメ属などが含まれている。よそから持ち込まれたスイセン属のスイセンとキズイセンが帰化している。自然保護区はモッコウ、 Picrorhiza kurroa および Jurinea dolomiaea といった薬用植物資源も有している。
グルマルグ自然保護区ではカシミールオジロビタキ (Ficedula subrubra)、ヒマラヤセッケイ (Tetraogallus himalayensis)、ニジキジ (Lophophorus impejanus)、ミノキジ (Pucrasia macrolopha) などの95種類の鳥類が記録されている。事前保護区からは31種類の蝶の観測が報告されている。
グルマルグ自然保護区はその野生動物で有名である。保護区で見つかった哺乳類としてはヒマラヤグマ (Ursus arctos)、アジアクロクマ (Ursus thibetanus)、ヒョウ (Panthera pardus)、ジャコウジカ (Moschus crysogaster)、カシミールグレイラングール (Semnopithecus ajax)、ユキヒョウ (Uncia)、チベットオオカミ (Canis lupus)、アカギツネ (Vulpes)、ベンガルヤマネコ (Prionailurus bengalensis)、ジャングルキャット (Felis chaus)、キエリテン (Martes flavigula) などが挙げられる。自然保護区はプーンチとカシミール渓谷の森林との間でヒマラヤグマとマーコールが移動する回廊の役割を果たしている。